# Johannes Kriel
Johannes Jacobus Kriel (ur. 30 czerwca 2000) – południowoafrykański zapaśnik walczący w stylu wolnym. Brązowy medalista mistrzostw Afryki w 2020. Mistrz Afryki juniorów w 2019; trzeci w 2018 roku.